# Hamilton-Brackett Memorial Award
Der Edmond Hamilton Memorial Award war ein amerikanischer Science-Fiction-Preis. Er sollte das Andenken von Edmond Hamilton, dem 1977 verstorbenen Science-Fiction-Autor und Miterfinder der Space Opera, ehren.
Der Preis wurde auf Initiative von Yves de Cargouet, dem Organisator der ersten kalifornischen Octocon, ins Leben gerufen und 1977 erstmals von Hamiltons Witwe Leigh Brackett verliehen.
Nach Bracketts Tod 1978 wurde der Preis in Hamilton-Brackett Memorial Award umbenannt. Der Preis wurde jeweils bei der Octocon im Oktober für dasjenige im Vorjahr erschienene Werk der Science-Fiction vergeben, das im Leser am stärksten den „Sinn für das Wunderbare“ (sense of wonder) anspricht. Der Sieger wurde durch eine Abstimmung unter den Besuchern der vorjährigen Octocon ermittelt, bei der jeweils Stimmzettel für das folgende Jahr verteilt wurden.
Die letzte Octocon fand 1982 statt, 1986 wurde der Preis noch einmal vergeben.
Preisträger waren:
- 1977: Katherine Kurtz für Camber of Culdi
- 1978: Marion Zimmer Bradley für The Forbidden Tower
- 1979: Jack L. Chalker für Midnight at the Well of Souls[1]
- 1980: John Varley für Titan
- 1981: Orson Scott Card für Songmaster
- 1982: Somtow Sucharitkul für The Dust
- 1986: Orson Scott Card für Ender’s Game